# オーチャードホール
オーチャードホール (Orchard Hall) は、東京都渋谷区道玄坂にある、コンサート・オペラ・バレエ用のホール。Bunkamuraの一施設である。

## 概要
Bunkamuraの中心施設の一つとして、1989年9月3日のBunkamura開業と同時に開館した。こけら落としは「バイロイト音楽祭日本公演」。Bunkamura内の各施設はテーマカラーが設定されており、オーチャードホールは赤である。「豊穣」をイメージとした内装となっている。orchardは果樹園の意。
日本初の大規模シューボックス型コンサートホールであり、総客席数2,150席。定員は舞台の設定により、1,928・2,000・2,150に可変する。ステージに設けられた可動式音響シェルターが最大の特徴であり、演目に応じて適した舞台を設定することが可能である。オーケストラの演奏会では、5列分の張り出し舞台を利用することが多い。
東京フィルハーモニー交響楽団のフランチャイズホールになっている他、立地条件の良さからNHK交響楽団の演奏会も定期的に組まれるなど、各種公演に多く利用される。また、現在ではポピュラー音楽の公演も少なくない。
毎年12月31日の東急ジルベスターコンサートの会場である。
2012年より熊川哲也が芸術監督に就任。就任記念作品として『シンデレラ』を初演。
なおオーチャードホールを含むBunkamuraは2023年4月より約5年間渋谷アッパー・ウエスト・プロジェクトの再開発で休館するが、当施設は休館期間中週末を中心に公演を行う予定。

## 設計・施工
- 石本建築事務所
- 東急建設株式会社

## アクセス
- JR山手線渋谷駅（ハチ公口）より徒歩7分
- 東急東横線、地下鉄銀座線、京王井の頭線渋谷駅より徒歩7分
- 東急田園都市線、地下鉄半蔵門線渋谷駅より徒歩5分
- 北緯35度39分39秒 東経139度41分42秒 / 北緯35.66083度 東経139.69500度（世界測地系、日本測地系では北緯35度39分27秒 東経139度41分54秒 / 北緯35.65750度 東経139.69833度）